# ابو صلابیخ
ابو صلابیخ (به عربی: أبو صلابیخ) یک منطقهٔ مسکونی در عراق است که در استان قادسیه واقع شده‌است.